# Prosopodonta
Prosopodonta is een geslacht van kevers uit de familie bladkevers (Chrysomelidae).
De wetenschappelijke naam van het geslacht werd in 1858 gepubliceerd door Joseph Sugar Baly.

## Soorten
- Prosopodonta atrimembris Pic, 1934
- Prosopodonta balyi Weise, 1905
- Prosopodonta bicoloripes Pic, 1934
- Prosopodonta bidentata (Baly, 1858)
- Prosopodonta corallina Weise, 1910
- Prosopodonta cordillera Maulik, 1931
- Prosopodonta costata Waterhouse, 1879
- Prosopodonta deplanata Uhmann, 1927
- Prosopodonta dichroa (Perty, 1832)
- Prosopodonta distincta (Baly, 1885)
- Prosopodonta dorsata (Baly, 1885)
- Prosopodonta fassli Weise, 1910
- Prosopodonta interrupta Weise, 1910
- Prosopodonta irregularis Weise, 1910
- Prosopodonta limbata Baly, 1858
- Prosopodonta montana Uhmann, 1939
- Prosopodonta proxima Baly, 1858
- Prosopodonta punctata Waterhouse, 1879
- Prosopodonta quinquelineata Weise, 1910
- Prosopodonta rufipennis Baly, 1858
- Prosopodonta scutellaris Waterhouse, 1881
- Prosopodonta soror Weise, 1910
- Prosopodonta sulcipennis Weise, 1910
- Prosopodonta sulphuricollis Weise, 1910
- Prosopodonta suturalis (Baly, 1858)
- Prosopodonta tristis Uhmann, 1939